# Приращенный пай
Приращенный пай — название части пая, которая формируется за счет кооперативных выплат и погашается члену кооператива в соответствии с Федеральным законом.

## Описание
Пай члена кооператива увеличивается за счет зачисления кооперативных выплат. Так образуется приращенный пай. Согласно Федеральному закону от 18 февраля 1999 года № 34-ФЗ «О внесении изменений и дополнений в Федеральный закон „О сельскохозяйственной кооперации“», если общее собрание кооператива выносило соответствующее решение, то до 80 % суммы кооперативных выплат направляется на пополнение приращенных паев членов кооператива. Сейчас приращенный пай формируется за счет средств, которые составляют не менее 70 % от суммы кооперативных выплат. Размер пая может сократиться, если был превышен размер паевого фонда над размером чистых активов предприятия.
Выплата приращенного пая выходящему члену кооператива происходит в том же порядке, который предусматривается для члена кооператива статьей 36 настоящего Федерального закона. За счет прироста приращенных паев происходит увеличение размера паевого фонда.
Средства, которые зачисляются в приращенные паи, направляются на создание производственных фондов кооператива или на их расширение. Также эти средства нужны для погашения приращенных паев. Прежде всего погашаются приращенные паи, которые были сформированы в самый ранний период по отношению к году их погашения.
Уменьшение размера приращенных паев используют в производственном кооперативе для покрытия убытков.
Выплаты приращенных паев осуществляются как минимум через три года после того, как они сформируются.
В соответствии с уставом кооператива приращенный пай может выдаваться выходящему из кооператива члену либо в виде денежной компенсации, либо в натуре.
Сумма кооперативных выплат, которая направляется на погашение приращенных паев, не должна быть больше суммы, которую определили наблюдательный совет и правление кооператива.